# Vallée des Usines
Vous lisez un « bon article » labellisé en 2018.
La vallée des Usines est le nom donné à une partie de la vallée de la Durolle, principalement située sur le territoire de la commune de Thiers dans le département français du Puy-de-Dôme et la région Auvergne-Rhône-Alpes. Elle est connue pour son long passé industriel car on y exploita la force motrice de la rivière Durolle dès le Moyen Âge. Le milieu du XXe siècle marque le départ des entreprises vers les plaines de la ville-basse de Thiers.
À partir de 1985, date d'ouverture du centre d'art contemporain du Creux de l'enfer dans une ancienne usine de coutellerie, la vallée trouve une vocation culturelle et touristique avec plusieurs usines qui se tournent vers diverses activités de ce type depuis le début du XXIe siècle.
En 2021, la municipalité de Thiers annonce que de grands projets de reconversion d'usines à l'abandon sont à l'étude dans la vallée notamment en lien avec la Fondation du patrimoine et la Mission Stéphane Bern.

## Toponymie
Le terme de « vallée des Usines » est utilisé pour décrire la partie de la vallée de la Durolle où le nombre d'usines est très important. Le nom de la vallée ne devient officiel qu'au milieu du XXe siècle.

## Géographie

Plan de la vallée des Usines.

### Situation géographique
Au nord, la vallée se forme à la hauteur du pont de Seychalles. Elle s'élargit d'est en ouest sur une longueur de 1 400 m jusqu'à son extrémité orientale, matérialisée par l’îlot Navarron.
La vallée des Usines se situe sur le versant est de la rivière Durolle dans le département du Puy-de-Dôme (région administrative d'Auvergne-Rhône-Alpes).

### Topographie
La vallée est creusée au fil des siècles par la Durolle dans les monts du Forez, situés au nord du Massif central.
La vallée s'étend de son point de rencontre avec la vallée des Rouets, en aval, jusqu'à la plaine de la Limagne. La partie nord de la  vallée est accidentée avec plusieurs sommets dépassant 600 m d'altitude. Plus au centre, vers le centre d'art contemporain du Creux de l'enfer et l'usine du May, les gorges de la Durolle sont plus profondes et tortueuses. C'est là qu'elle est la plus accidentée. La partie sud-ouest de la vallée, après l'usine Ferrier usinage, s'aplanit avant de s'ouvrir sur la Limagne.
Jusqu'au XIIIe siècle, la vallée des Usines est un lieu de culture de la vigne, pratiquée sur les hauteurs la dominant. Plusieurs traces de cette culture sont encore présentes ; en 2012, en mémoire de ce passé, des pieds de vignes sont plantés par la municipalité de Thiers dans les jardins de l'ancien hôpital, dans la partie centrale de la vallée.
Le sol de la vallée fait partie de l'ensemble géologique du Massif central. Il est surtout constitué de différents granites parfois recouverts d’arènes et d’éboulis.

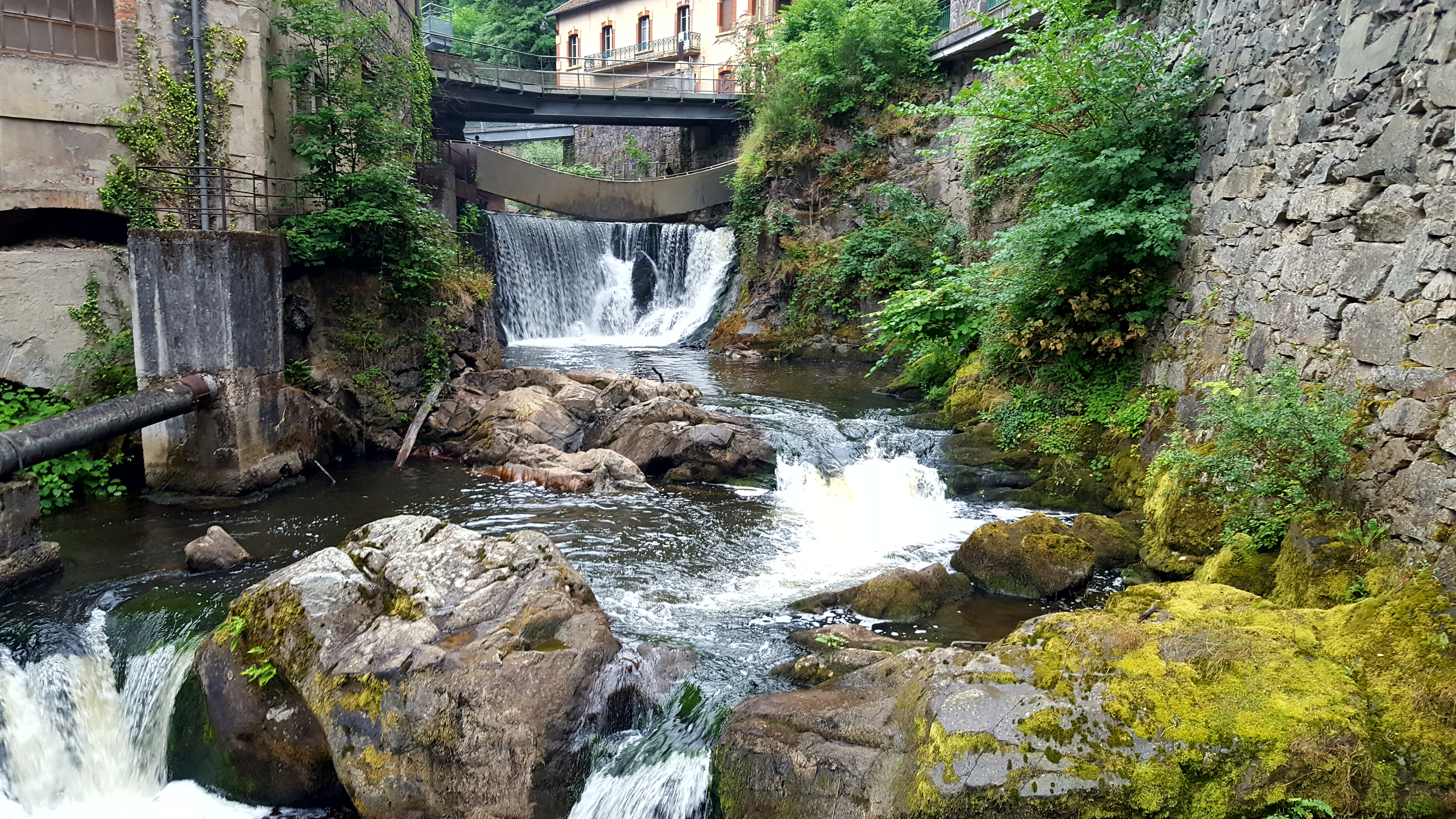
La Durolle près du Creux de l'enfer.

### Hydrographie
Le territoire de la vallée des Usines est drainé par la Durolle dont le bassin versant est de 1 456 km2. La rivière a été exploitée pour sa force motrice servant notamment à actionner les mécanismes d'aiguisage des lames de couteaux. La rivière est également un site de pêche aux truites depuis l'amélioration de la qualité de l'eau au début du xxie siècle.

### Démographie
La commune de Thiers abrite la majeure partie de la vallée des Usines. Plus en amont, la Durolle traverse les communes de La Monnerie-le-Montel, Celles-sur-Durolle, Les Salles, Cervières, Noirétable et Chabreloche,. Le nombre total d'habitants de ces communes est de 18 802 au recensement de 2015.

### Transports
Le principal axe de communication est la route départementale 45, nommée avenue Joseph-Claussat dans sa traversée de Thiers, qui borde la rive gauche du cours d'eau et suit sa courbure du nord au sud-ouest. La majorité des usines se situent le long de celle-ci. La vallée est desservie par le réseau de transports urbains thiernois (TUT). La gare de Thiers se situe à 1 400 m du pont de Seychalles au nord de la vallée.

## Historique

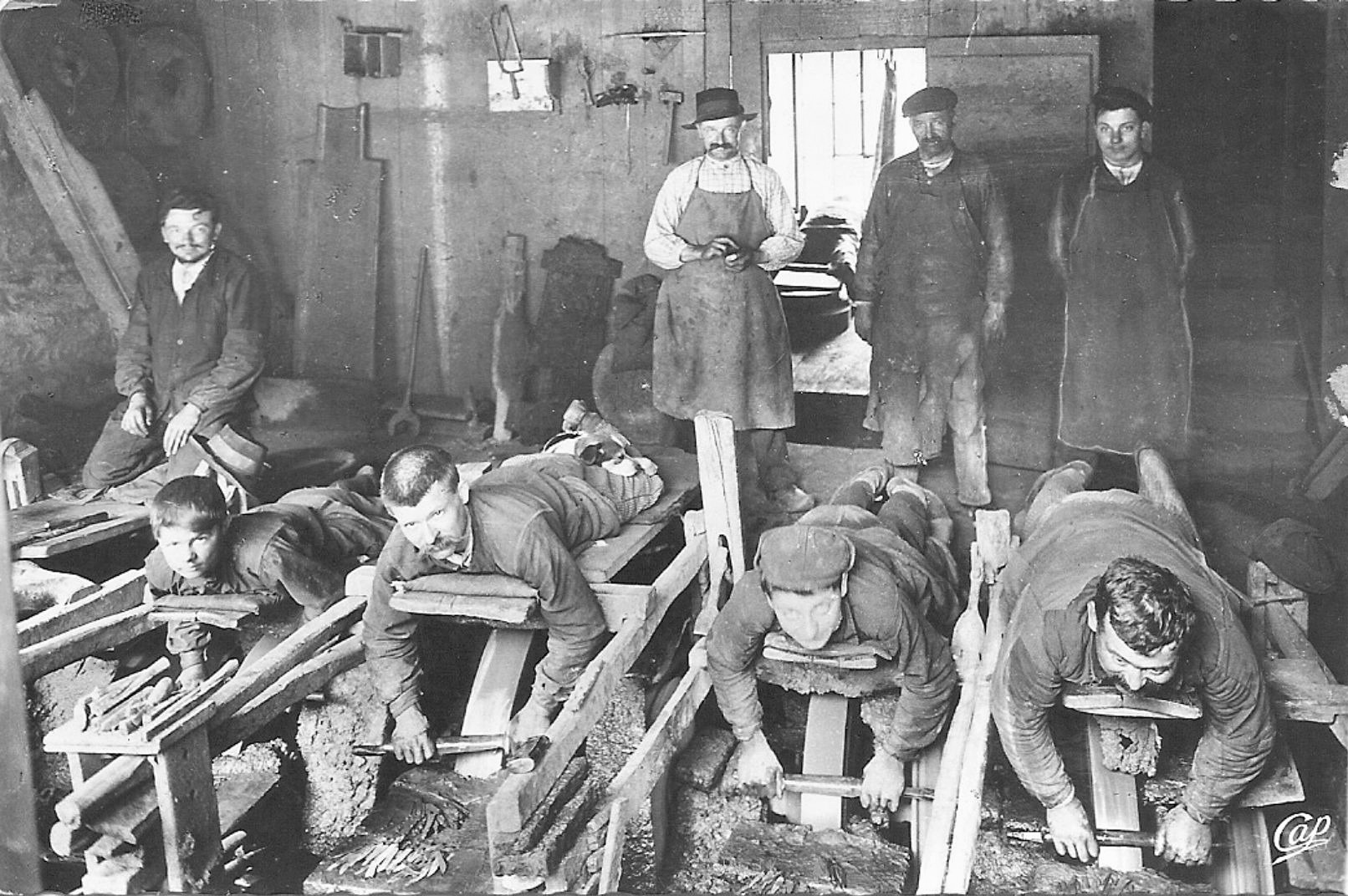
Des émouleurs de Thiers au début du XXe siècle.

### Moyen Âge
La force hydraulique de la Durolle est utilisée à Thiers dès le Moyen Âge pour mouvoir les moulins à farine, les foulons des tanneurs, les maillets des papetiers, et avec le développement de la coutellerie, les martinets des fondeurs et les meules des émouleurs,. Dès le XVe siècle, un quart de la population thiernoise exerce le métier de coutelier. Les objets produits dans la vallée sont exportés dans plusieurs pays au XVIIe siècle, en Espagne, en Italie, en Allemagne, en Turquie et « aux Indes »,.

### Révolution industrielle
À partir de 1850, seule la coutellerie parvient à se maintenir avec l'introduction des machines qui préfigure l'avènement de la grande industrie. À cette époque, l'industrie coutelière présente une organisation particulière. La main-d'œuvre nécessaire pour fabriquer un couteau est disséminée à travers la ville ; il y a une extrême division du travail, les ouvriers sont spécialisés dans un métier, transmis de père en fils, pour lequel ils acquièrent une grande dextérité. Les barres d'acier que les entreprises reçoivent sont d'abord confiées aux « martinaires » qui les amincissent (afin qu'elles puissent être aiguisées) grâce à des martinets mus par la force hydraulique de la rivière. Les forgerons reçoivent ensuite ces barres avec lesquelles ils forgent les pièces de couteau. Ces pièces sont ensuite envoyées aux limeurs, aux perceurs, aux émouleurs puis aux polisseurs qui aiguisent et polissent les lames sur des meules entraînées par la Durolle. Le fabricant effectue lui-même la trempe, puis, après que le cacheur ait livré les manches, toutes les pièces sont finalement remises aux monteurs qui habitent les faubourgs de Thiers. Cette organisation de la production est donc caractérisée par une dissémination importante des lieux de travail dans la région thiernoise et plus particulièrement dans la vallée.

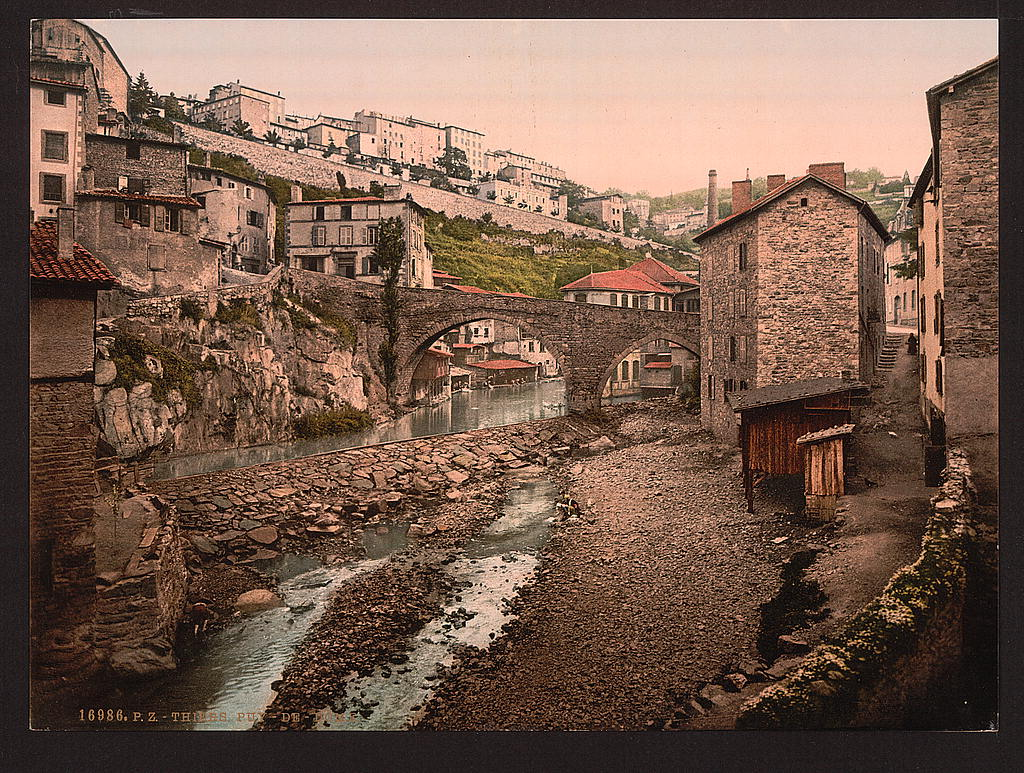
La partie nord de la vallée des Usines au début du XXe siècle.

À la fin du XIXe siècle, la concurrence étrangère amène les industries thiernoises à se moderniser. Cette modernisation passe par l'électrification. Un nouveau type d'usines se crée, où sont intégrées toutes les opérations de la coutellerie. Les usines de papeterie qui n'ont pas voulu recourir à ces techniques modernes de production se voient dans l'obligation de fermer leurs portes ; elles n'étaient plus qu'une vingtaine en 1860.

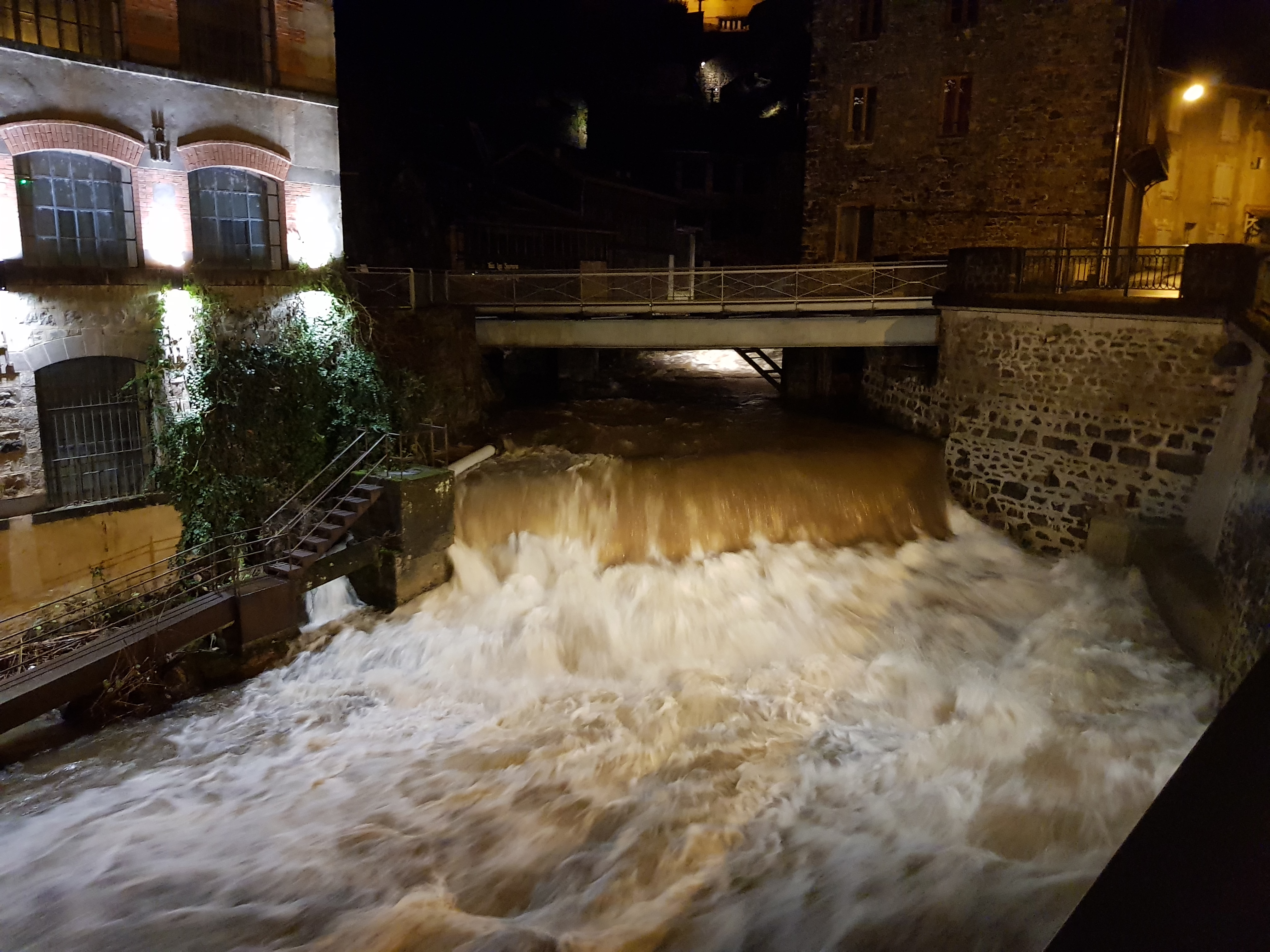
La Durolle en crue en janvier 2018.

### Le tout début duXXesiècle
Les problèmes concernant les eaux de la Durolle sont de plus en plus nombreux au début du XXe siècle. En premier lieu, le débit de la rivière en été reste très bas et très irrégulier, provoquant un chômage relatif. En effet, les usines utilisant la force motrice de la rivière ne peuvent travailler sans un débit d'eau suffisant. En hiver, le phénomène s'inverse, la Durolle d'hiver devient un torrent en crue avec une force considérable. La ville de Thiers est l'une des villes les plus vulnérables du département du Puy-de-Dôme face aux crues et la vallée des Usines est le quartier de la ville le plus touché lors de ces événements.
Pour ne plus dépendre des caprices de la Durolle, les usines utilisent la force motrice électrique dès 1903. La Durolle permet d'obtenir une puissance d'environ 1 000 chevaux par jour en moyenne en 1920 contre 1 500 chevaux pour l'énergie d'origine électrique.
La puissance moyenne par jour de la force motrice électrique s'établit ainsi :
| année | puissance en cheval-vapeur |
| ----- | -------------------------- |
| 1903  | 170                        |
| 1908  | 803                        |
| 1914  | 1 123                      |
| 1920  | 1 500                      |

L'indépendance des usines face à la Durolle leur permet de devenir des « usines complètes ». Ainsi, dans la vallée de la Durolle, plus de 12 000 ouvriers et 550 fabricants sont présents en 1912. Durant cette période, le bassin thiernois est le plus gros bassin français de production de couteaux et d'outils possédant une lame, loin devant ceux de Châtellerault, Nogent-en-Bassigny et Paris et à égalité avec Sheffield au Royaume-Uni. La production, à partir de 1912 connaît de nombreuses fluctuations :

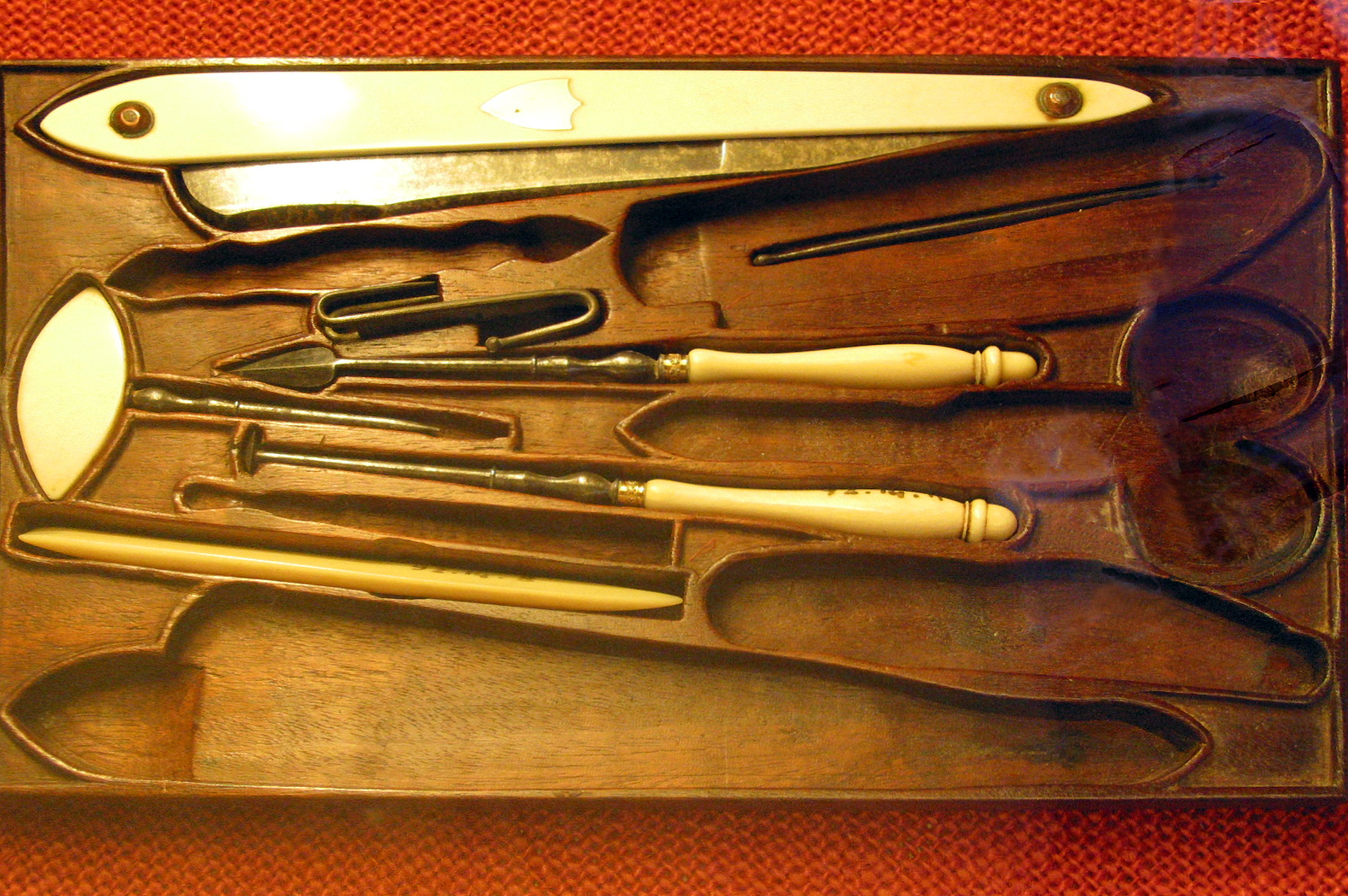
Trousse de barbier exposée au musée de la coutellerie.

| année | production en tonnes |
| ----- | -------------------- |
| 1912  | 3 108 t              |
| 1918  | 1 210 t              |
| 1920  | 2 618 t              |

### Au sortir de la Seconde Guerre mondiale
À la fin de la Seconde Guerre mondiale, lors de la reconstruction après la guerre, la vallée connaît une multiplication des petites entreprises. Les ouvriers se mettent à leur compte et créent une multitude d'entreprises de taille très modeste. Les grandes usines de la vallée sont donc accompagnées par des microentreprises qui emploient un petit nombre d'ouvriers. Dans ces dernières, la main-d'œuvre reste essentiellement familiale. Les patrons travaillent comme des ouvriers à l'atelier tandis que, généralement, les femmes s'occupent de la comptabilité et du secrétariat.
Dans ces petites entreprises, les relations entre les ouvriers et le patron passent le plus souvent par le tutoiement, symbole d'une bonne relation entre eux.

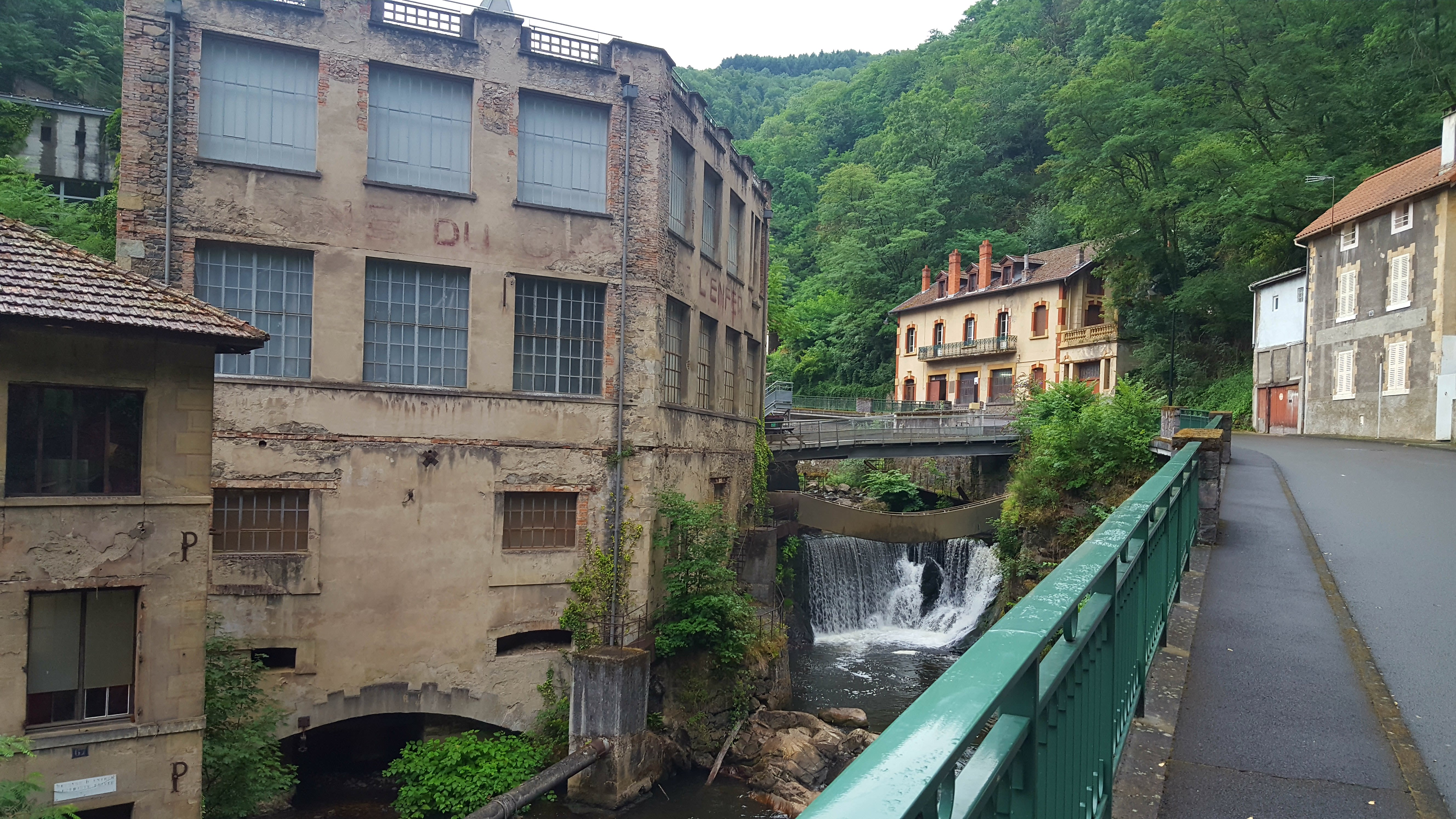
L'ancienne usine du Creux de l'enfer, transformée en centre d'art contemporain.

### Depuis la deuxième moitié duXXesiècle
À partir de la deuxième moitié du XXe siècle, les usines de coutellerie se modernisent encore une fois et, désormais, la Durolle n'est plus utilisée comme source d'énergie, l'électricité l'ayant remplacée. Les entreprises quittent la vallée pour les zones industrielles à partir des années 1960,. Aujourd'hui, de nombreuses friches industrielles jonchent la vallée. Parmi elles, certaines sont reconverties en musée ou en centre d'art contemporain comme l'usine du May ou l'usine du Creux de l'enfer,. D'autres sont à l'abandon comme l'usine Ferrier usinage.
En 2021, une coutellerie annonce déménager de ses locaux actuels en dehors du centre-ville de Thiers pour venir dans la Vallée des Usines. En octobre 2021, les travaux de modernisation d'une ancienne usine sont en cours,. D'autres projets privés ont lieu notamment dans le domaine de la culture dans l'ancienne usine de la « Croix de fer ».

## Protection
La vallée des Usines est partiellement protégée par le plan de sauvegarde et de mise en valeur de la commune de Thiers de décembre 1980. Seule la partie ouest de la vallée est concernée par ce dernier. Elle l'est également par le plan local d'urbanisme de la même ville.
La vallée compte également plusieurs édifices protégés par le label des monuments historiques. Ainsi, l'usine du May, les forges Mondière, le pont de Seychalles, l'église Saint-Jean de Thiers et l'abbaye du Moutier sont inscrits sur cette liste.

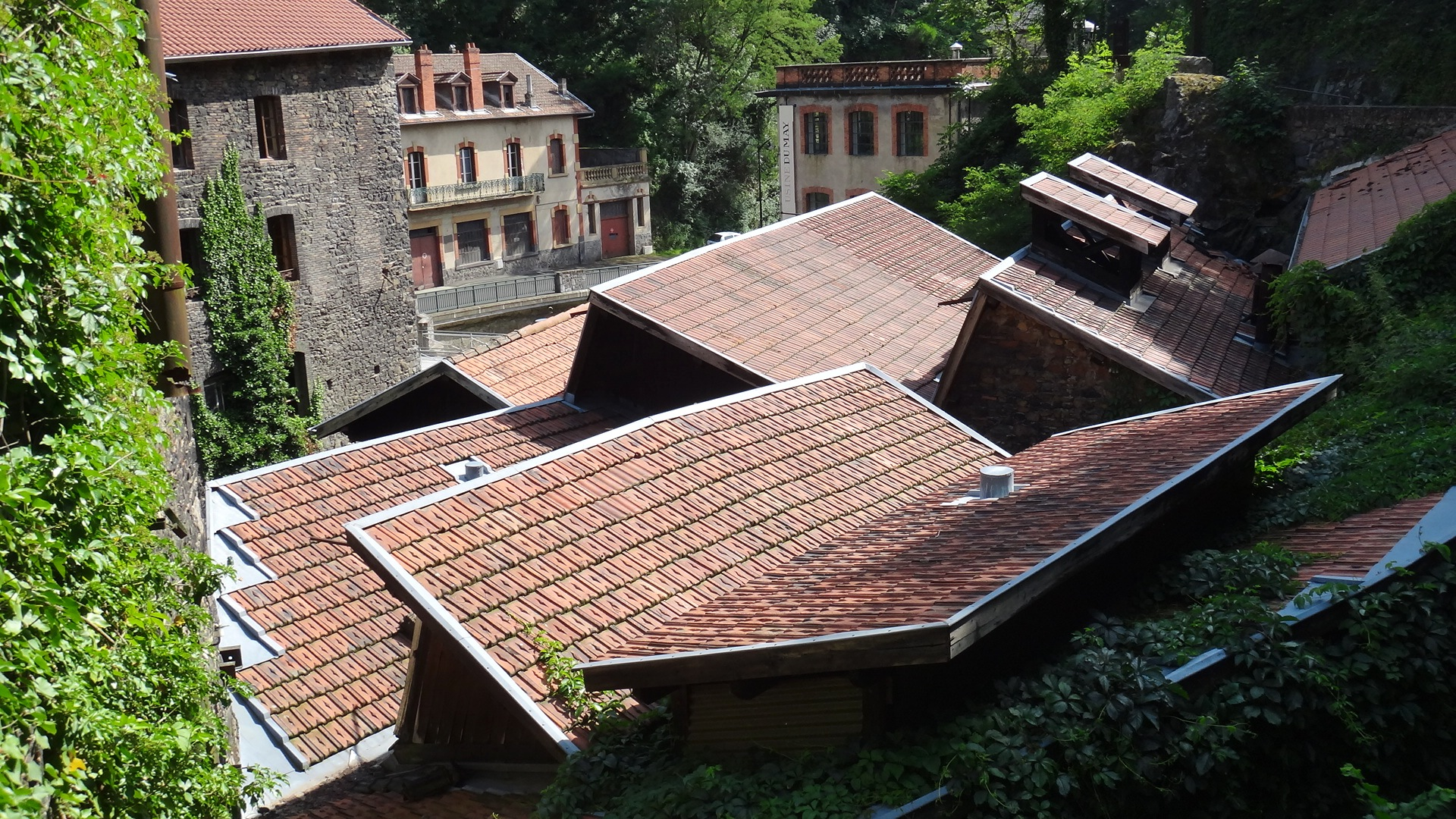
Les forges Mondière.
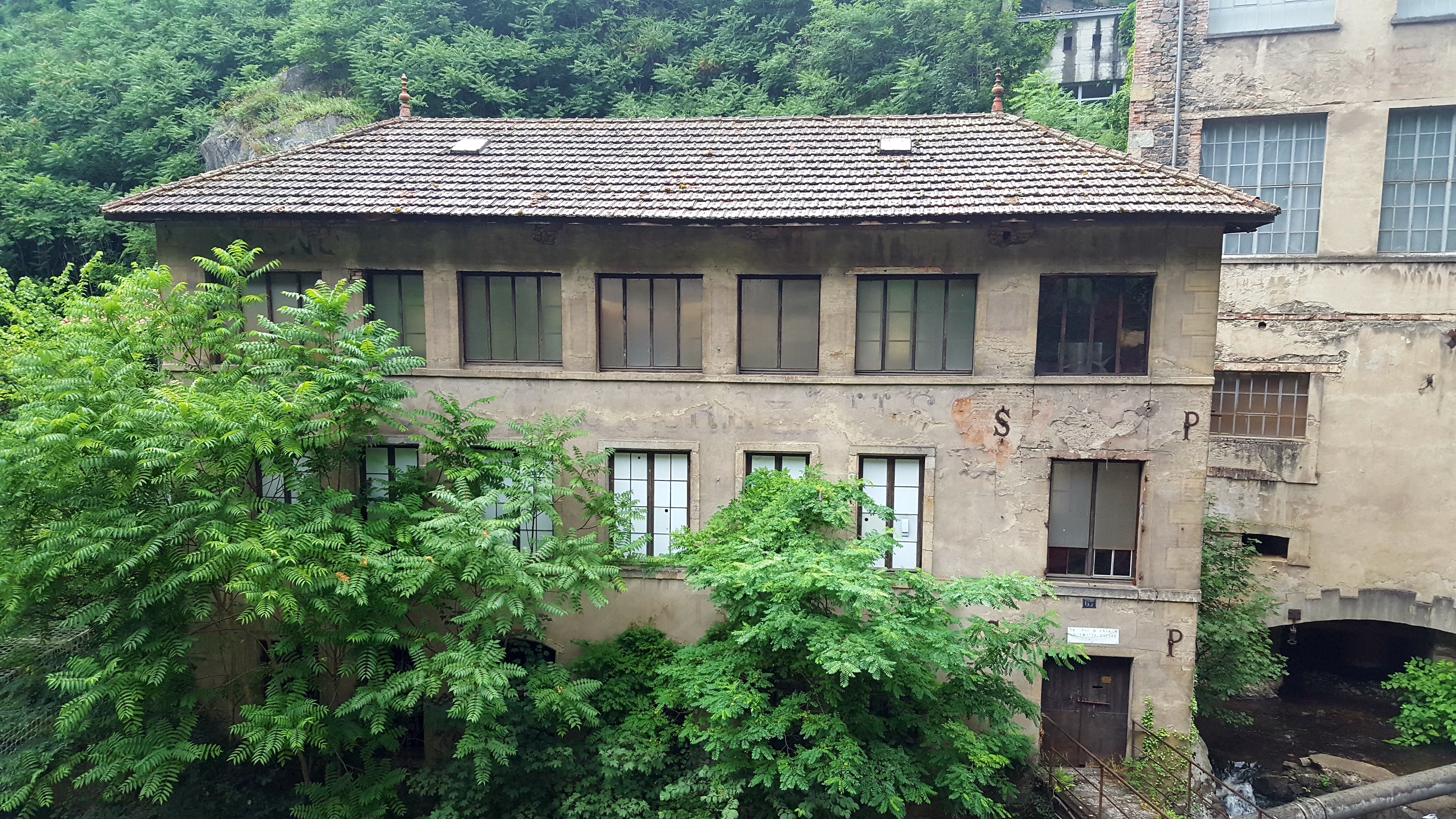
L'usine d'Entraygues.
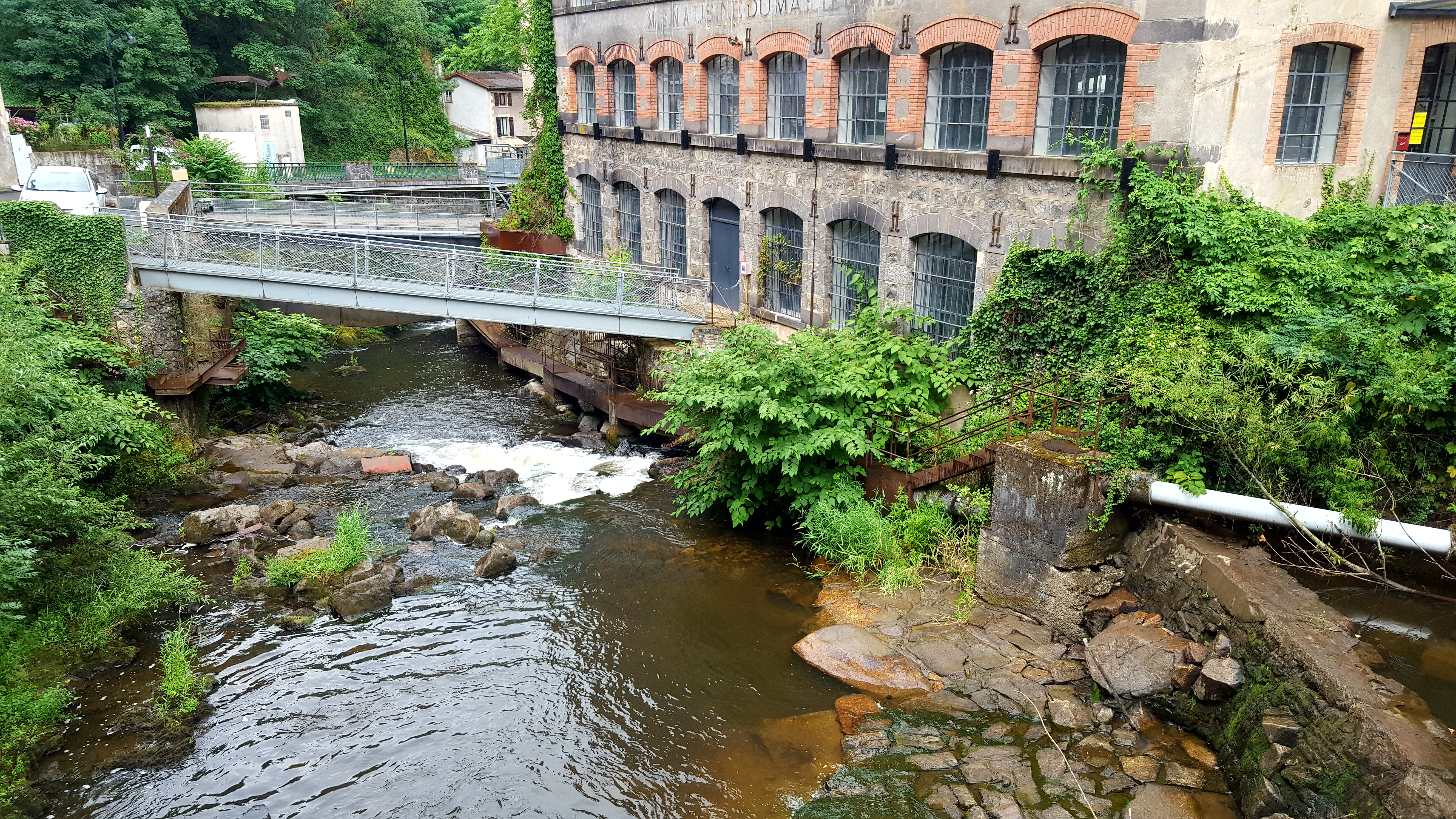
L'usine du May.
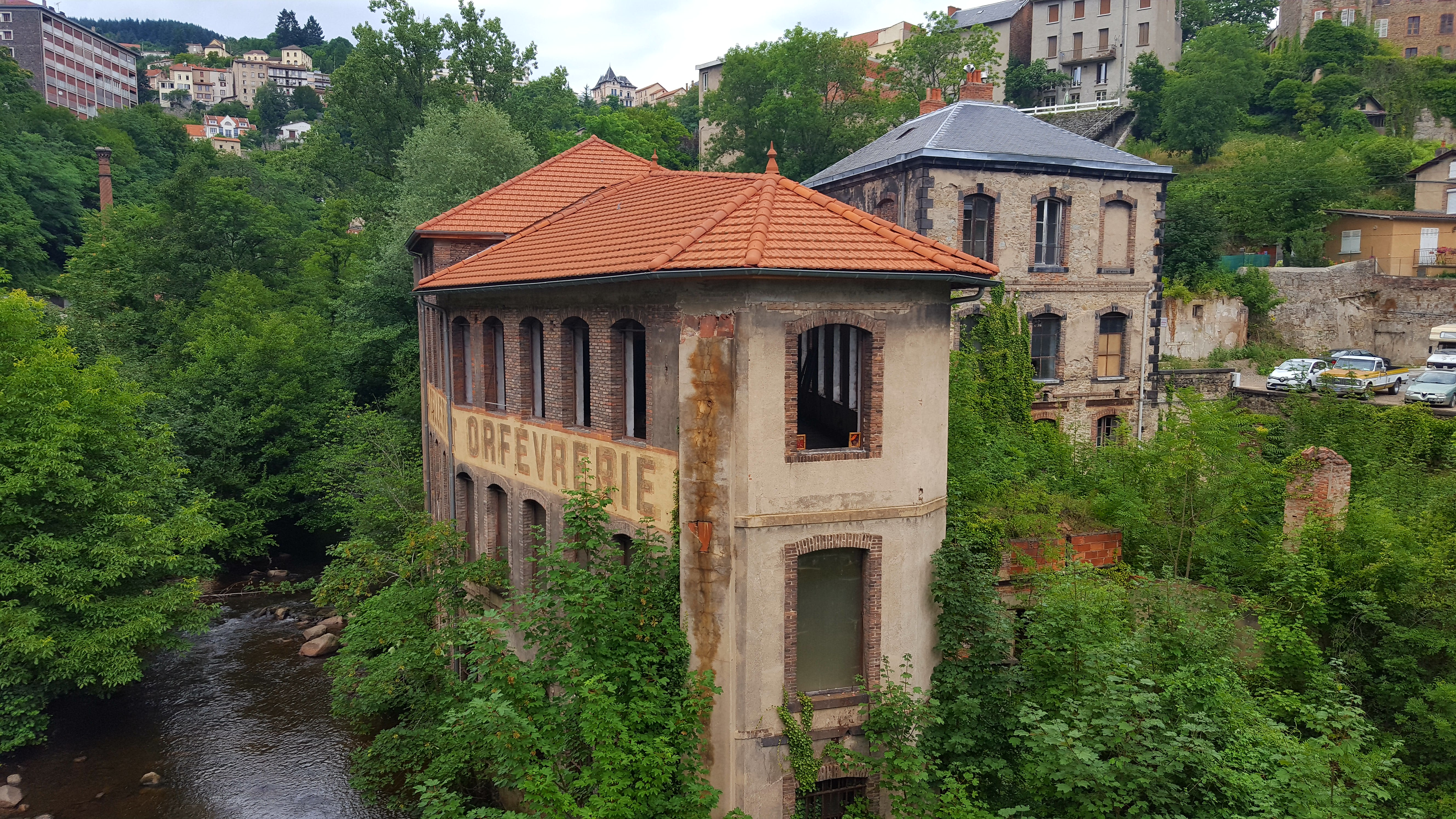
L'usine du pont de Seychalles.

Plusieurs usines sont répertoriées sur l'inventaire général du patrimoine culturel :
| Coutellerie | Papeterie |
| --- | --- |
| - usine Courby Joubert - usine Sauzedde Néron - usine Boulai - usine Desgouttes - usine Douris Bernichon - forges Mondière - usine Ferrier usinage - usine du Creux-de-l'enfer - usine du May - usine d'Entraygues - usine du pont-de-Seychalles - coutellerie Dozolme Mallard - coutellerie Chassaigne - coutellerie Sabatier - coutellerie Marchepoil - coutellerie Delaire - coutellerie Riberolles - coutellerie Dessapt | - usine Andrieux Dufour - usine de papeterie Malmenayde Fenerol - usine Boyer - usine de papeterie Bouchet Malmenaide - usine Lacroix Mary - usine Bouchet Chassaigne - usine Navarron |

## Tourisme

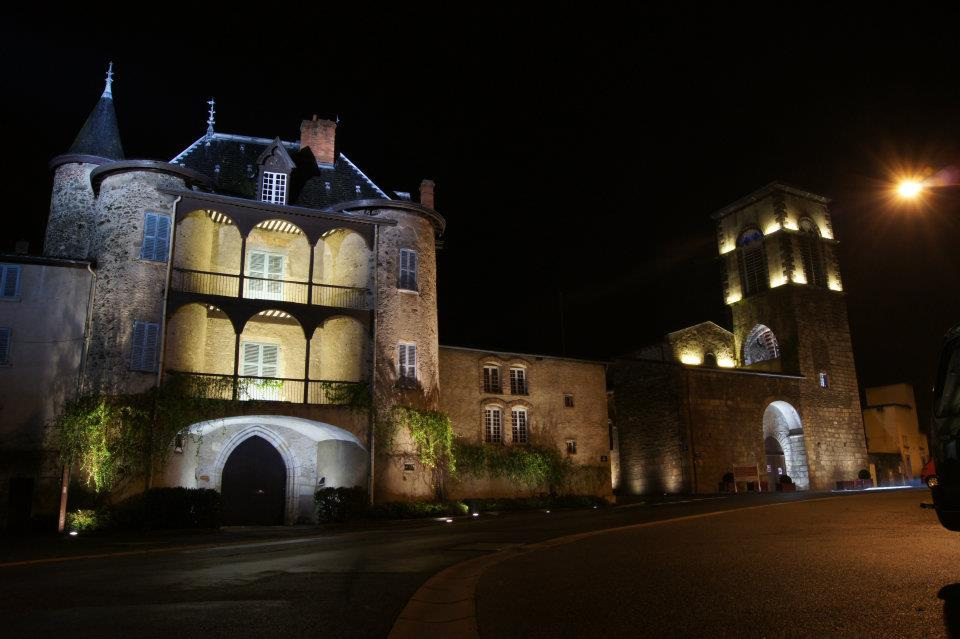
Le logis abbatial du Moutier de nuit en 2012.

### Écotourisme
Des circuits de randonnées pédestres, balisés, sont  tracés dans la vallée. Ils permettent aux randonneurs de découvrir des paysages de vallées et de pitons volcaniques. La pêche aux truites est également pratiquée sur les lieux. Cette partie de la vallée de la Durolle est reconnue comme étant un site de street fishing, c'est-à-dire un lieu où l'activité de la pêche est pratiquée en ville.

### Tourisme culturel

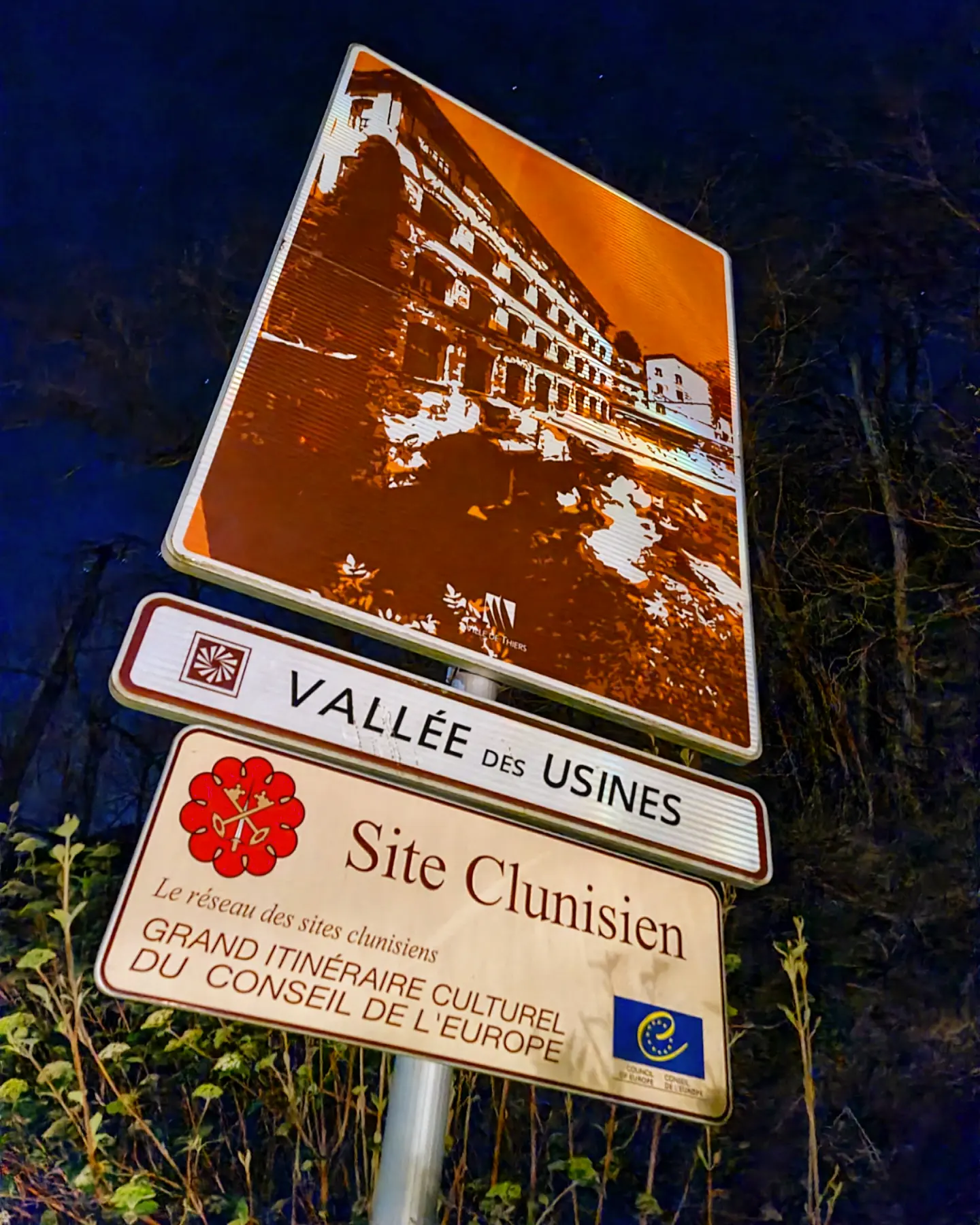
Un des panneaux situés aux entrées de la Ville de Thiers faisant référence à la Vallée des Usines.

La vallée des Usines est un des lieux les plus touristiques de la commune de Thiers. La vallée est également classée deux étoiles par le guide vert Michelin avec la mention « Mérite le détour ». 
Les jardins de l'ancien hôpital, restaurés en 2007, sont remarquables par leur disposition en terrasse et par la vue qu'ils offrent sur la vallée des Usines. Le centre d'art contemporain du Creux de l'enfer est un lieu de productions artistiques qui propose des programmes d’expositions incluant sculptures, installations, peintures, photographies, vidéos et performances. Avec une programmation de niveau national et international, il participe à la vie culturelle de la ville, du département du Puy-de-Dôme et de la région Auvergne-Rhône-Alpes et engage un travail de sensibilisation artistique avec plus de deux mille visiteurs scolaires à l’année. L'usine du May est un espace consacré à la culture, pour des expositions temporaires, des résidences d’artistes, des  manifestations événementielles ou encore l’accompagnement à la connaissance. Le logis abbatial du Moutier, composé de l'abbaye du même nom et de l'église Saint-Symphorien, date du XIe siècle. L'abbaye est visitable du 1er juillet au 31 août ; quant à l'église, elle est ouverte au public toute l'année,.

### Projet d'animation et de mise en valeur

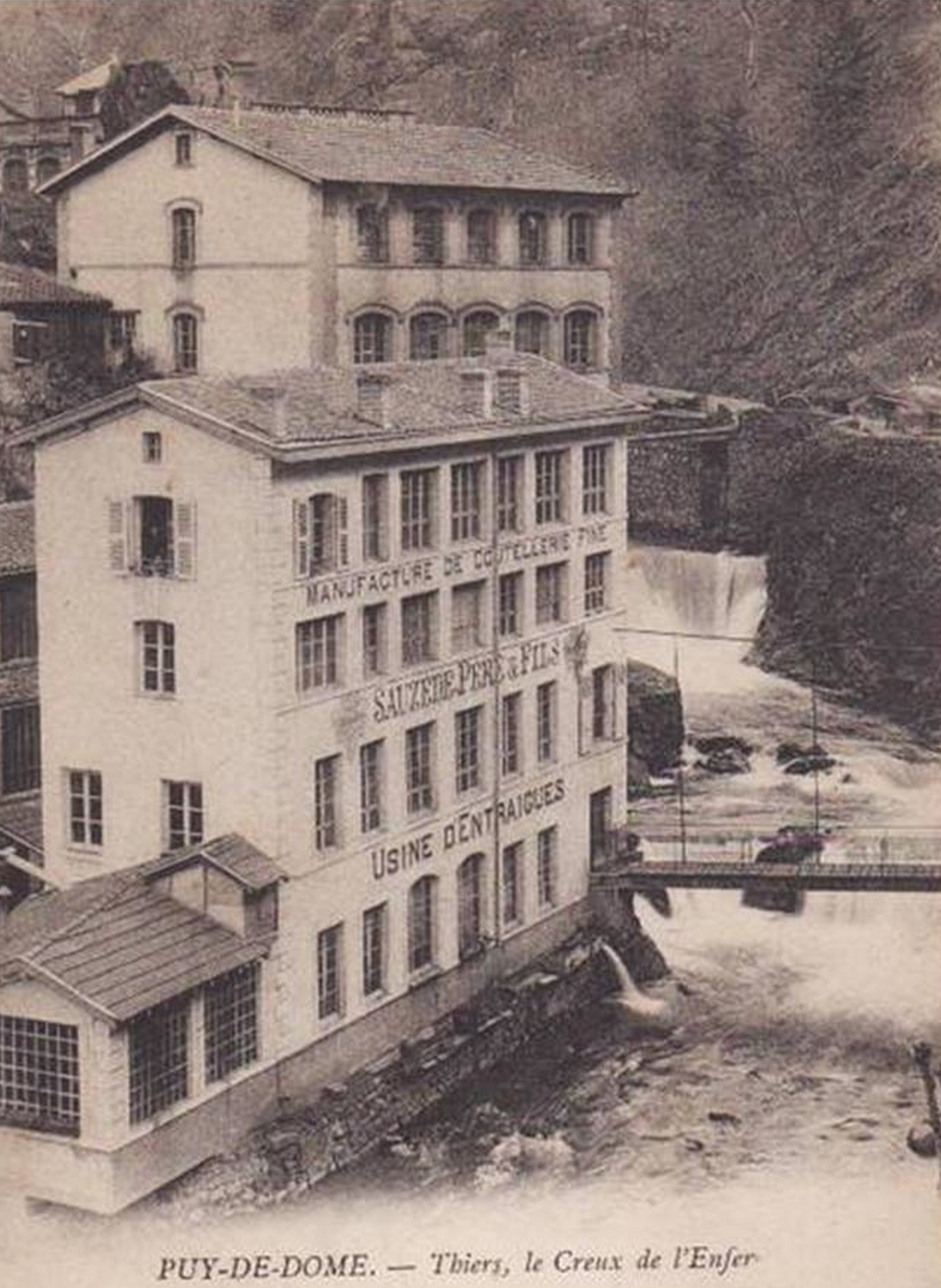
Le centre de la vallée en 1930.

La nouvelle municipalité de Thiers élue en 2020, consciente du potentiel important de la vallée des usines sur de multiples plans — notamment économique et culturel, décide d'imaginer un festival son et lumière qui prendrait place dans les décors industriels des lieux. Une grande scène est premièrement annoncée près du centre d'art contemporain du Creux de l'enfer permettant de profiter des grandes façades de cette dernière ainsi que celle du l'usine du May.
En parallèle, la ville entreprend plusieurs chantiers dans la Vallée : rénovation des forges Mondière en lien avec la Fondation du patrimoine et la Fondation Michelin basée tout près à Clermont-Ferrand,, la rénovation du parvis de l'usine du pont de Seychalles — dite « Le Paquebot » — ainsi que du bâtiment historique en lien notamment avec la Mission Stéphane Bern et le Loto du patrimoine, ou encore la rénovation et l'extension du centre d'art contemporain du Creux de l'enfer.

En 2021, une coutellerie annonce déménager de ses locaux actuels en dehors du centre-ville de Thiers pour venir dans la Vallée des Usines. En octobre 2021, les travaux de modernisation d'une ancienne usine sont en cours,. D'autres projets privés ont lieu notamment dans le domaine de la culture dans l'ancienne usine de la « Croix de fer ».

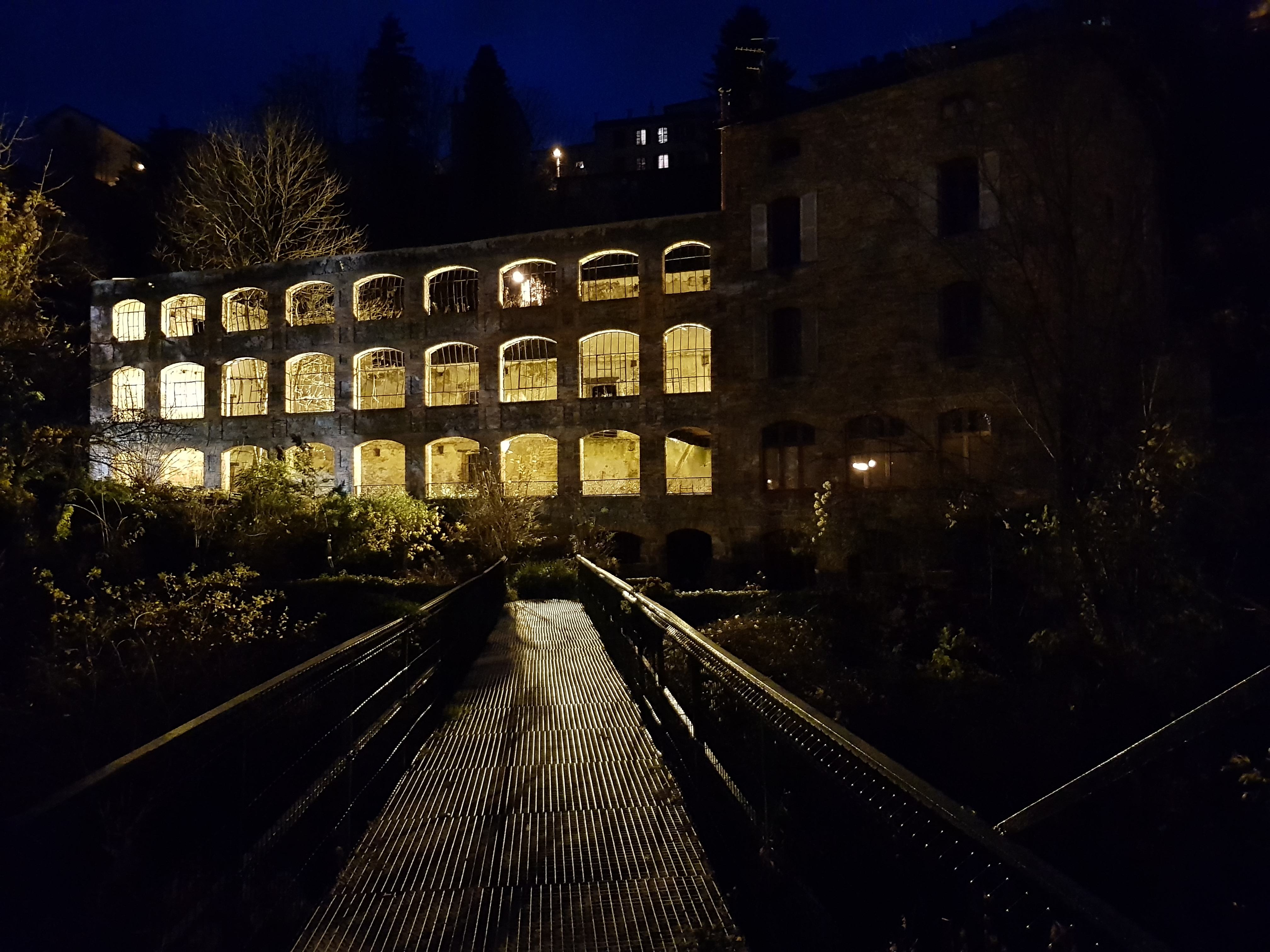
Ancienne usine de coutellerie du Faux-Martel illuminée.
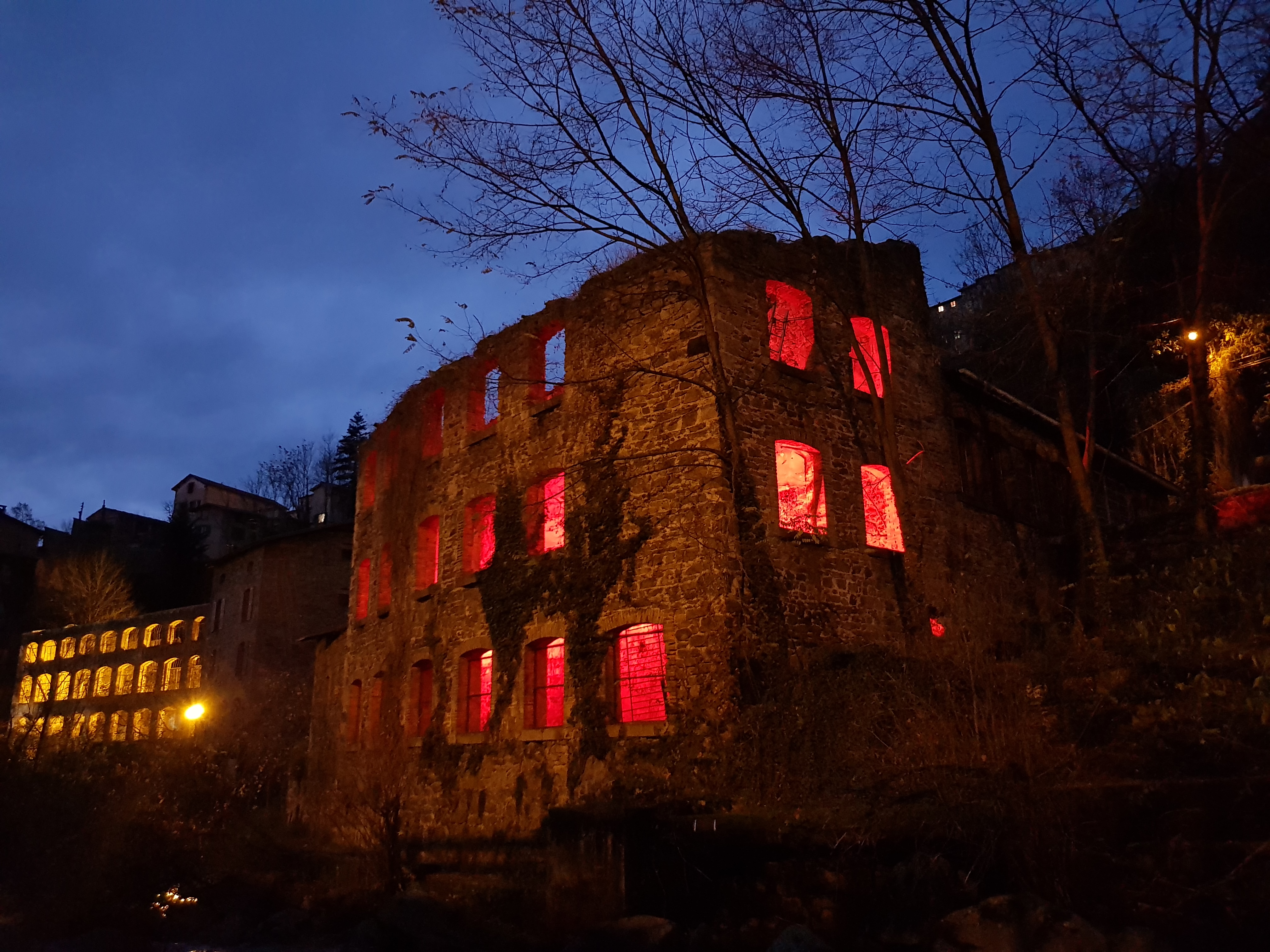
Anciennes coutelleries illuminées.
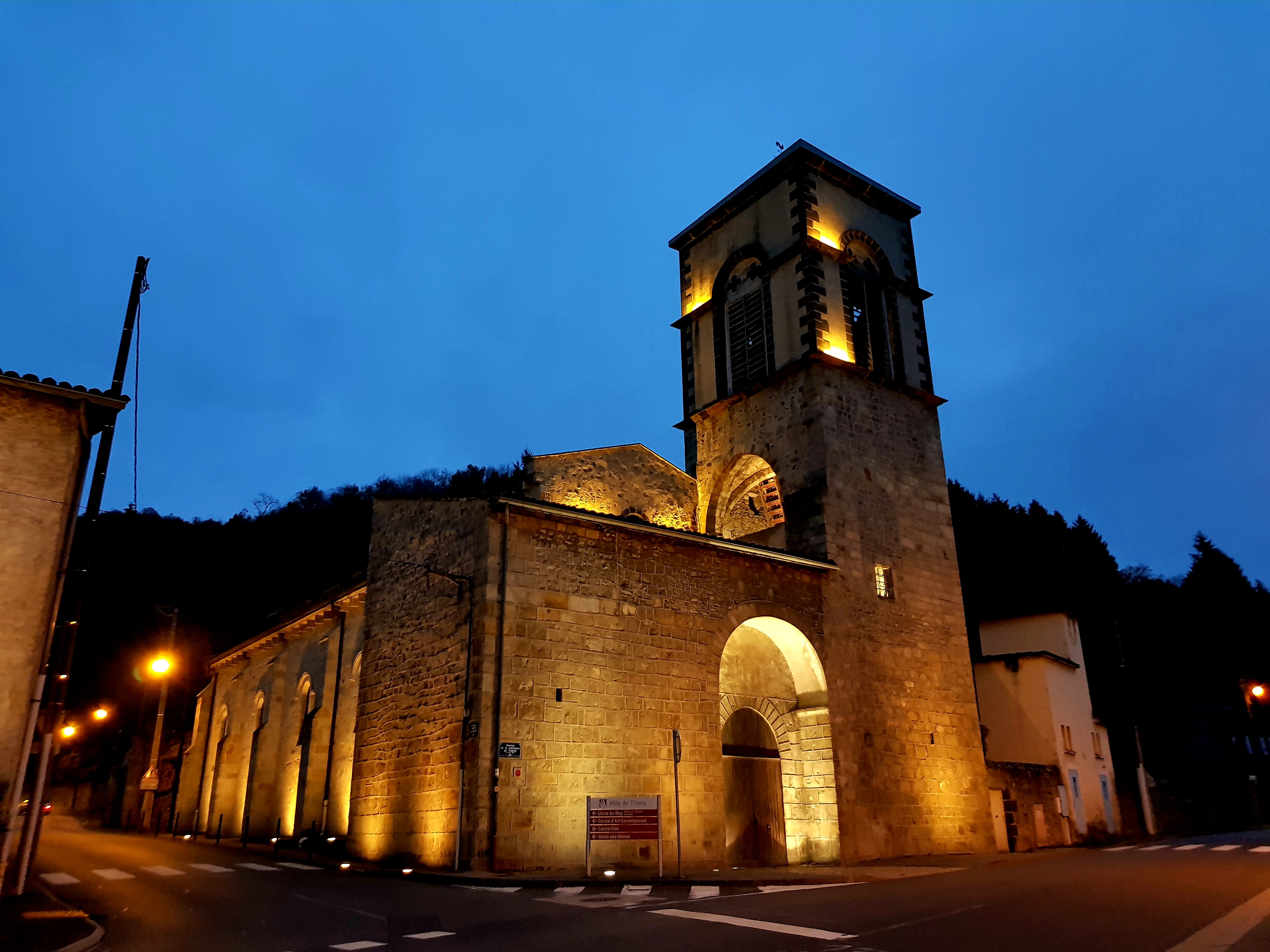
Eglise Saint-Symphorien du Moûtier à l'entrée sud de la Vallée.
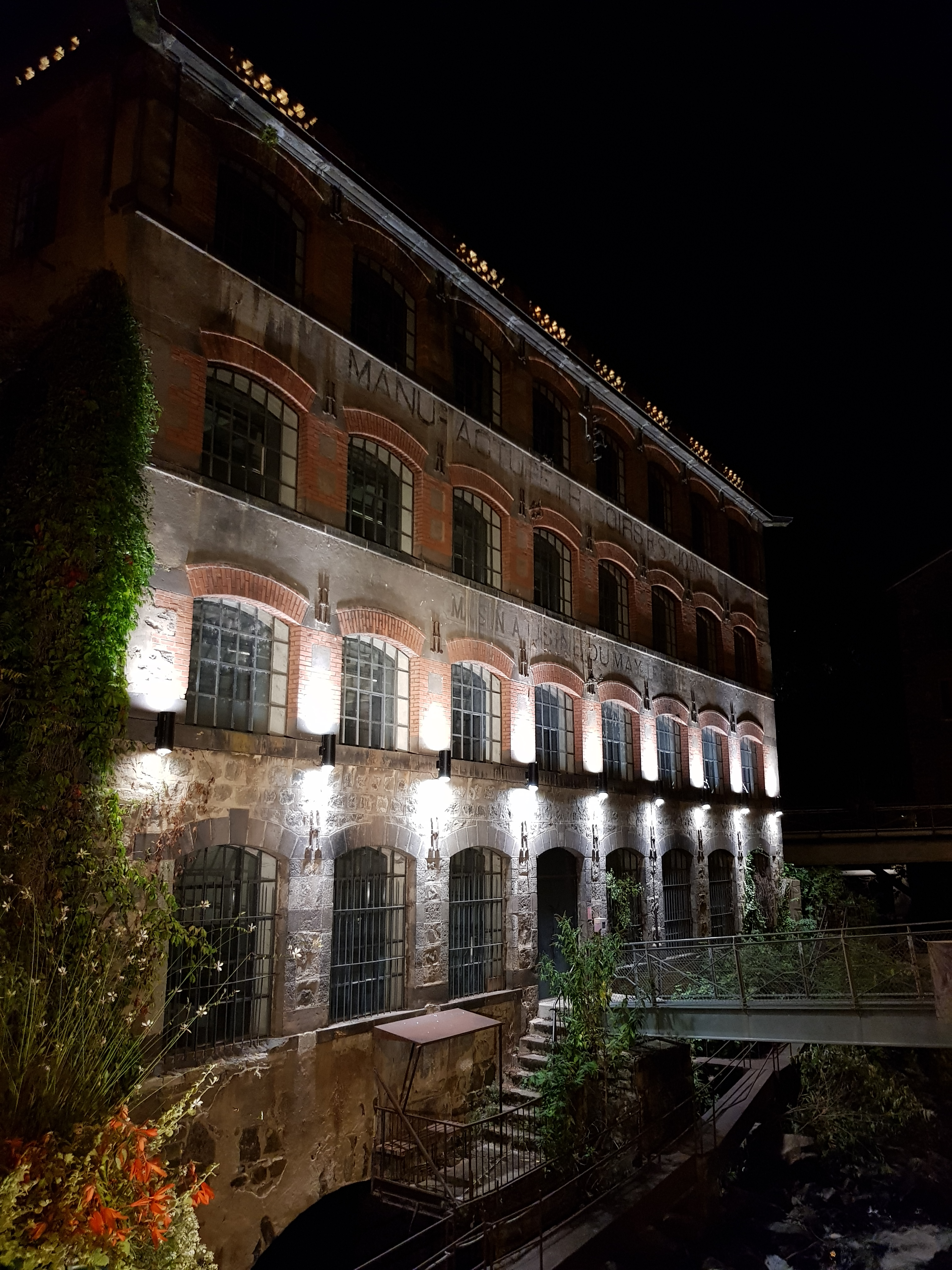
Façade principale de l'usine du May.
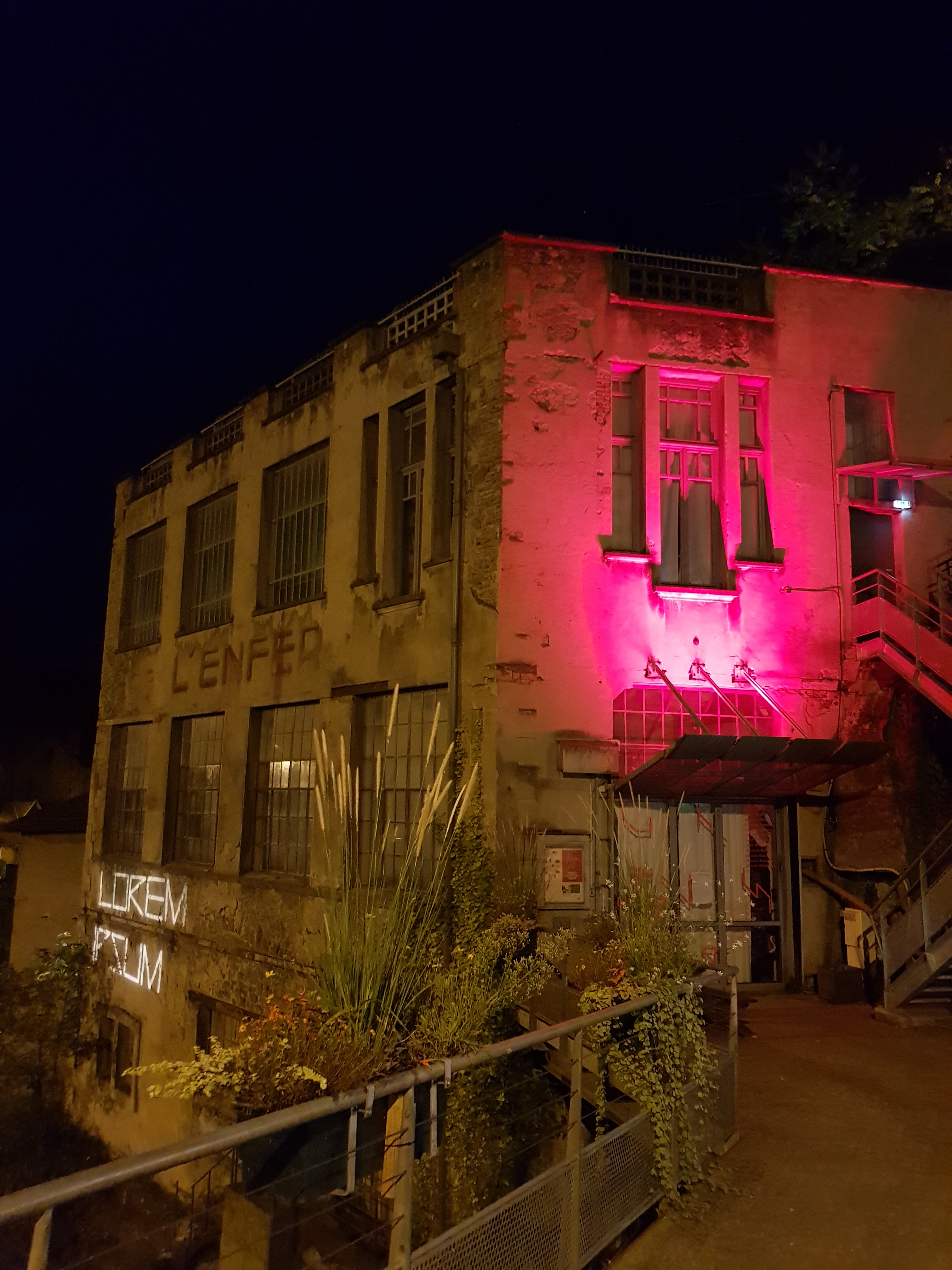
Entrée du centre d'art du Creux de l'enfer.

## Actions

### Entretien du cours d’eau
Plusieurs ouvrages présents dans le lit de la Durolle sont réhabilités depuis quelques années. Ainsi, en 2017, le conseil général du Puy-de-Dôme lance la réparation d'un affouillement sur un mur de soutènement avenue Joseph-Claussat. La réfection du pont Ferrier, au cœur de la vallée, est également projetée en 2018. 
En 2018, la commune de Thiers mène des actions d'envergure pour l'entretien de la vallée. La lutte contre la prolifération de l'ambroisie, l'aide à l'entretien, le balisage et la mise en sécurité des chemins de randonnée de la vallée en sont des exemples.

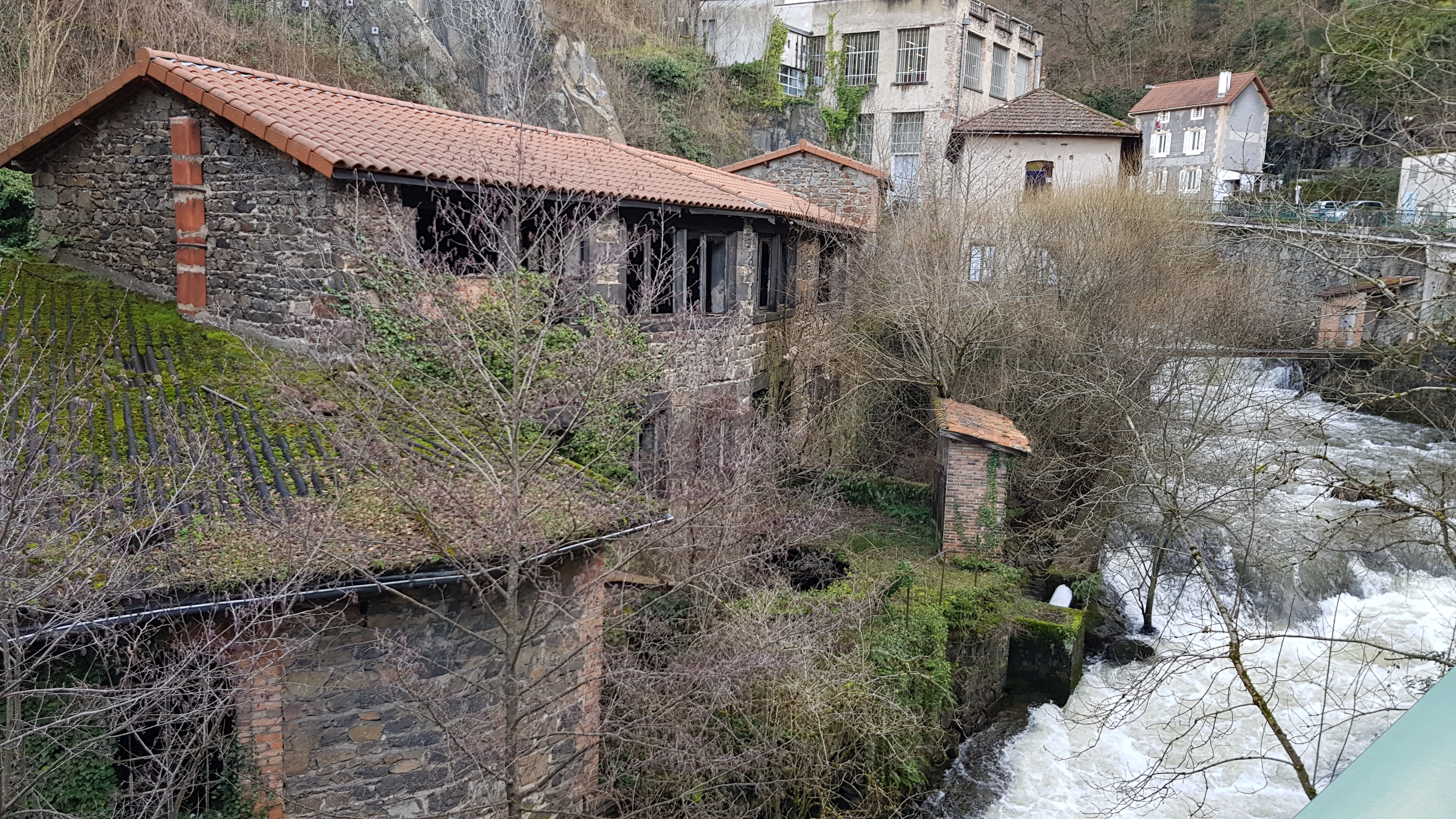
Une ancienne coutellerie mise « hors-d'eau » en 2018.

### Entretien des usines et des bâtiments
Depuis la fin des années 2000, de nombreux édifices sont mis « hors-d'eau » afin de conserver le patrimoine historique de la vallée. Des parcours de randonnée sont créés, des usines sont réhabilitées comme l'usine du May, plusieurs ponts sont réaffectés et les falaises sont sécurisées vis-à-vis des chutes de roches. Pour mettre en valeur les usines de la vallée, une mise en lumière est en place en 2009. Les projecteurs illuminent plusieurs bâtiments comme le Creux-de-l'Enfer, les falaises qui dominent la vallée ainsi que le lit de la Durolle.
Début 2021, la ville de Thiers se lance dans un plan de défrichage et de mise en valeur de la vallée des usines. En janvier, la partie allant du lieu-dit du « Bout du monde » à la vallée des rouets est défrichée.